# Ayelet Rose Gottlieb
Ayelet Rose Gottlieb (hebräisch איילת רוז גוטליב; * 6. März 1979 in Jerusalem) ist eine israelische Jazzsängerin und Komponistin.

## Leben und Wirken
Gottlieb wuchs in Jerusalem und in den Vereinigten Staaten auf; sie stammt mütterlicherseits aus einer sephardischen Familie, die seit 21 Generationen in der Stadt lebt, nachdem sie 1492 aus Spanien vertrieben wurde. Ihr Vater, Ökonom beim Internationalen Währungsfonds, ist schweizerischer und osteuropäisch-jüdischer Herkunft. Sie erhielt eine klassische Musikausbildung und spielte zunächst Flöte.  Am New England Conservatory of Music (Abschluss 2002) studierte sie Jazz Performance und Komposition. Ihr Debüt-Album Internal-External (2004) enthielt neben Eigenkompositionen Titel von Charles Mingus, Walter Donaldson und Ornette Coleman („Peace“). Bei Tzadik erschien 2006 in der Reihe Radical Jewish Culture das Album Mayim Rabin, in dem sie hebräische Texte aus dem Hohelied Salomos vertonte. 2013 folgte ihr Album Roadsides (Betzidei Hadrachim) (mit der Single-Auskopplung Shirat Isha), auf dem sie u. a. von Anat Fort begleitet wird. Ihre Jazzkompositionen verbindet sie mit hebräischer und palästinensischer Lyrik. Außerdem wirkte sie 2009 bei John Zorns Album Mycale: Book of Angels Volume 13 mit. Sie lebt abwechselnd in Israel, New York City und Vancouver.

## Diskografische Hinweise
- InTernal-ExTernal (Genevieve Records, 2004), mit Avishai Cohen, Matana Roberts, Matt Mitchell, Shahar Levavi, Ed Schuller, Bob Meyer
- Mayim Rabim: Great Waters (2006), mit Michael Winograd, Anat Fort, Rufus Cappadocia, Take Toriyama
- Upto Here from Here (Arogole, 2009), mit Avishai Cohen, Loren Stillman, Anat Fort, Ed Schuller, Take Toriyama, Venezia Mizrahi
- Roadsides (2013), mit Anat Fort, Udi Horev, Ora Boazson-Horev, Dani Benedict, Gilad Dobrecky
- Who Has Seen the Wind? (2019), mit James Falzone, François Houle, Michel Winograd